# Cârligul pterigoidian

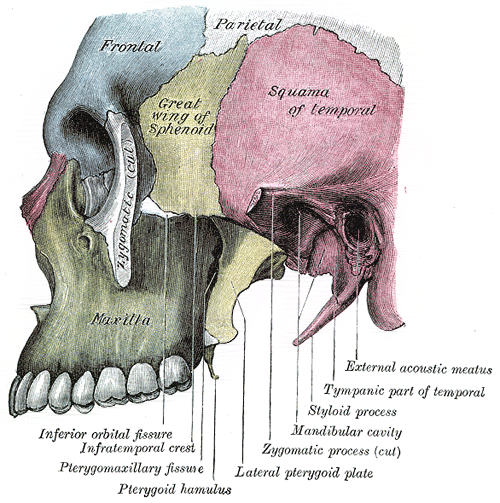

Cârligul pterigoidian (Hamulus pterygoideus) este un cârlig ce se curbează lateral, situat la extremitatea inferioară a lamei medială a procesului pterigoid pe care se găsește șanțul cârligului (Sulcus hamuli pterygoidei) ce servește ca scripete (trohlee) pentru tendonul  mușchiului tensor al vălului palatului (Musculus tensor veli palatini).